# Кубок Тускер Танзании
Кубок Тускер (Tusker Cup) — клубный футбольный турнир, основанный в 2001 году и спонсируемый пивоваренной компанией Kenya Breweries Ltd, название Тускер для которой является главным брендом фирмы, целью компании является привлечение футбольных клубов Центральной и Восточной Африки.

## Формат турнира
Турнир проходит на одном из городов Танзании (и лишь единожды турнир был проведён в Кении, в 2005 году).
Изначально принимают участие 6 клубов образуя две группы по 3 команды, каждая из команд в группе в совокупности проводит 2 матча. Победители групп и занявшие 2-е места проходят в полуфинал, где проигравшие и выигравшие разыгрывают финал за 3-е и 1-е места соответственно.

## Победители по сезонам
- 2001  Симба
- 2002  Симба
- 2003  Симба
- 2004 не проводился
- 2005  Симба
- 2005 (в Кении)  Симба
- 2006  Кагера Шуга
- 2007  Янг Африканс
- 2008  Мтибва Шуга
- 2009  Янг Африканс